# Eressa angustipenna
Eressa angustipenna är en fjärilsart som beskrevs av Lucas. Eressa angustipenna ingår i släktet Eressa och familjen björnspinnare. Inga underarter finns listade i Catalogue of Life.